# Pappostipa
Pappostipa é um género de plantas com flores pertencentes à família Poaceae.
A sua área de distribuição nativa é do oeste e centro-sul dos EUA ao noroeste do México e do Peru ao sul da América do Sul.
Espécies:
- Pappostipa ameghinoi (Speg.) Romasch.
- Pappostipa arenicola (F.A.Roig) Ciald.
- Pappostipa atacamensis (Parodi) Romasch.
- Pappostipa braun-blanquetii (F.A.Roig) Romasch.
- Pappostipa choconensis (F.A.Roig) Ciald.
- Pappostipa chrysophylla (É.Desv.) Romasch.
- Pappostipa chubutensis (Speg.) Romasch.
- Pappostipa colloncurensis (F.A.Roig) Ciald.
- Pappostipa frigida (Phil.) Romasch.
- Pappostipa hieronymusii (Pilg.) Romasch.
- Pappostipa humilis (Cav.) Romasch.
- Pappostipa ibarii (Phil.) Romasch.
- Pappostipa jucunda (F.A.Roig) Ciald.
- Pappostipa kieslingii (F.A.Roig) Ciald.
- Pappostipa maeviae (F.A.Roig) Romasch.
- Pappostipa major (Speg.) Romasch.
- Pappostipa malalhuensis (F.A.Roig) Romasch.
- Pappostipa mapuche (F.A.Roig) Ciald.
- Pappostipa marqueziana (F.A.Roig) Ciald.
- Pappostipa nana (Speg.) Romasch.
- Pappostipa nicorae (F.A.Roig) Romasch.
- Pappostipa parodiana (F.A.Roig) Romasch.
- Pappostipa patagonica (Speg.) Romasch.
- Pappostipa ruiz-lealii (F.A.Roig) Romasch.
- Pappostipa semperiana (F.A.Roig) Romasch.
- Pappostipa sorianoi (Parodi) Romasch.
- Pappostipa speciosa (Trin. & Rupr.) Romasch.
- Pappostipa vaginata (Phil.) Romasch.
- Pappostipa vatroensis (F.A.Roig) Romasch.
- Pappostipa zulmae (F.A.Roig) Ciald.